# Ernest Chapman
Ernest William Chapman (født 11. april 1926, død 21. marts 2013) var en australsk roer.
Chapman var en del af den australske otter, der deltog i OL 1952 i Helsinki. Den øvrige besætning i båden bestod af Dave Anderson, Bob Tinning, Nimrod Greenwood, Geoff Williamson, Mervyn Finlay, Edward Pain, Phil Cayzer og styrmand Tom Chessell. Australierne blev nummer to i deres indledende heat, nummer tre i semifinalen, hvorpå de sikrede sig adgang til finalen med sejr i semifinaleopsamlingsheatet. I finalen var den amerikanske båd overlegne og vandt guld foran Sovjetunionen, mens australierne vandt bronze.
Champman roede primært for Sydney Rowing Club, som han senere blev præsident for. Han fik Medal of the Order of Australia for sin indsats for rosporten i Australien.

## OL-medaljer
- 1952:  Bronze i otter